# Pionopsitta
Pionopsitta es un género de papagayo de la familia Psittacidae, actualmente considerado monotípico, conformado únicamente por la especie Pionopsitta pileata.

## Especies
Anrteriormente este género contenía las siguientes especies:
- Pionopsitta aurantiocephala
- Pionopsitta barrabandi
- Pionopsitta caica
- Pionopsitta haematotis
- Pionopsitta pileata
- Pionopsitta pulchra
- Pionopsitta pyrilia
- Pionopsitta vulturina

El análisis filogenético del ADN, demostró que Pionopsitta pileata se separó tempranamente y está claramente diferenciada de las demás especies desde el punto de vista genético, que además coincide con una serie de características morfológicas distintas: dimorfismo sexual; pico menos proyectado y no comprimido lateralmente hacia la punta; cola proporcionalmente más larga, con plumas más estrechas y más puntudas. Es así como se propuso clasificar las demás especies en un género diferente, Gypopsitta Bonaparte 1856, o finalmente Pyrilia, porque fue Pyrilia pyrilia la primera especie nombrada, por Bonaparte, en 1853.